# Accord de libre-échange entre les îles Féroé et l'Union européenne
L'accord de libre-échange entre les Îles Féroé et l'Union européenne est un accord de libre-échange entré en vigueur le 1er janvier 1997.